# دیان شوور
دیان شوور (انگلیسی: Diane Schuur؛ زادهٔ ۱۰ دسامبر ۱۹۵۳) یک موسیقی‌دان اهل ایالات متحده آمریکا است. وی از سال ۱۹۷۹ میلادی مشغول فعالیت بوده‌است.